# Communauté de communes Gartempe Saint-Pardoux
La communauté de communes Gartempe Saint-Pardoux est une communauté de communes française, située dans le département de la Haute-Vienne et la région Nouvelle-Aquitaine.

## Historique
La communauté de communes Gartempe Saint-Pardoux est créée le 23 décembre 1999.
Le 1er janvier 2019, Roussac, Saint-Pardoux et Saint-Symphorien-sur-Couze fusionnent pour constituer la commune nouvelle de Saint-Pardoux-le-Lac.

## Territoire communautaire

### Géographie
Située au nord  du département de la Haute-Vienne, la communauté de communes Gartempe - Saint-Pardoux regroupe 6 communes et présente une superficie de 244,8 km2.

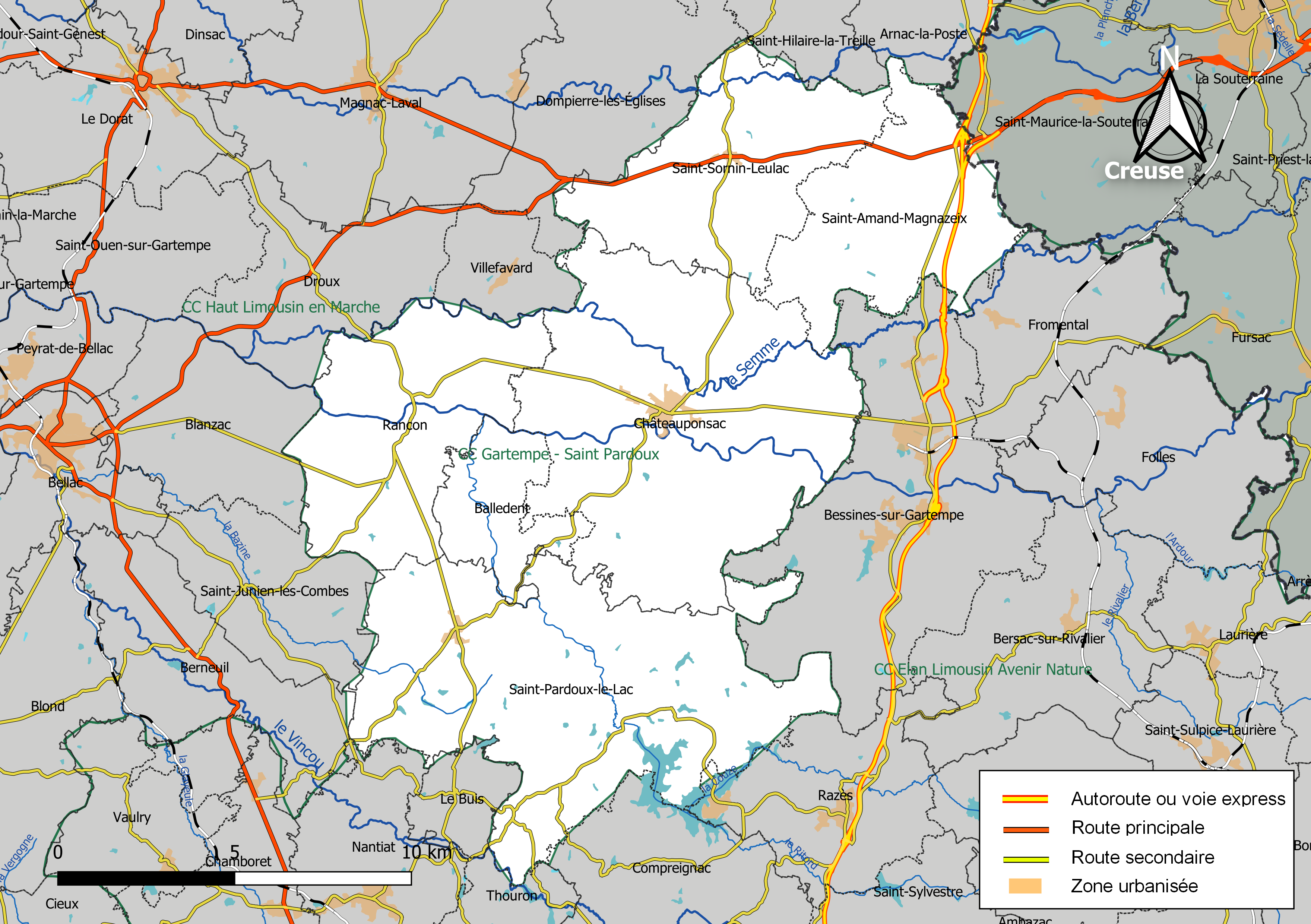
Carte de la communauté de communes Gartempe - Saint-Pardoux au 1er janvier 2019.

### Composition
La communauté de communes est composée des 6 communes suivantes :

| Nom                   | Code Insee | Gentilé       | Superficie (km2) | Population (dernière pop. légale) | Densité (hab./km2) |
| --------------------- | ---------- | ------------- | ---------------- | --------------------------------- | ------------------ |
| Châteauponsac (siège) | 87041      | Châtelauds    | 68,79            | 2 028 (2022)                      | 29                 |
| Balledent             | 87007      | Balledenchons | 12,28            | 199 (2022)                        | 16                 |
| Rancon                | 87121      | Ranconniers   | 33,31            | 477 (2022)                        | 14                 |
| Saint-Amand-Magnazeix | 87133      |               | 30,71            | 485 (2022)                        | 16                 |
| Saint-Pardoux-le-Lac  | 87128      |               | 67,4             | 1 364 (2022)                      | 20                 |
| Saint-Sornin-Leulac   | 87180      |               | 32,28            | 562 (2022)                        | 17                 |

### Démographie
| 1968  | 1975  | 1982  | 1990  | 1999  | 2008  | 2013  | 2019  |
| ----- | ----- | ----- | ----- | ----- | ----- | ----- | ----- |
| 7 300 | 6 595 | 5 961 | 5 422 | 5 153 | 5 300 | 5 266 | 5 126 |

## Administration

### Siège
Le siège de la communauté de communes est situé à Châteauponsac.

### Les élus
Le conseil communautaire de la communauté de communes se compose de 27 conseillers, représentant chacune des communes membres et élus pour une durée de six ans.
Ils sont répartis comme suit :
| Nombre de conseillers | Communes                                           |
| --------------------- | -------------------------------------------------- |
| 10                    | Châteauponsac                                      |
| 7                     | Saint-Pardoux-le-Lac                               |
| 3                     | Rancon, Saint-Amand-Magnazeix, Saint-Sornin-Leulac |
| 1 (+1 suppléant)      | Balledent                                          |

### Présidence
Le président de la communauté de communes est Gérard Rumeau.
| Période                                  | Période   | Identité               | Étiquette | Qualité                            |
| ---------------------------------------- | --------- | ---------------------- | --------- | ---------------------------------- |
| Les données manquantes sont à compléter. |           |                        |           |                                    |
| 2008                                     | juin 2020 | Jean Michel Lardillier | PS        | maire de Saint-Pardoux (1983-2018) |
| juin 2020                                | En cours  | Gérard Rumeau          | DVD       | maire de Châteauponsac (2008- )    |

### Régime fiscal et budget
Le régime fiscal de la communauté de communes est la fiscalité professionnelle unique (FPU).